# Les Chapelles
Les Chapelles – miejscowość i gmina we Francji, w regionie Owernia-Rodan-Alpy, w departamencie Sabaudia.
Według danych na rok 1990 gminę zamieszkiwało 258 osób, a gęstość zaludnienia wynosiła 15 osób/km² (wśród 2880 gmin regionu Rodan-Alpy Les Chapelles plasuje się na 1370. miejscu pod względem liczby ludności, natomiast pod względem powierzchni na miejscu 642.).